# EDGE

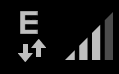

EDGE(Enhanced Data rates for GSM Evolution, Enhanced Data rates for Global Evolution), EGPRS(Enhanced GPRS), IMT-SC(IMT Single Carrier)는
GSM의 하위 호환 확장으로서 데이터 전송 속도를 개선시킨 디지털 휴대전화 기술이다. EDGE는 3G 이전 무선 기술로 간주되며 ITU의 3G 정의의 일부이다. EDGE는 2003년 초 GSM망에 적용되었으며 미국에서 처음으로 싱귤러(현재의 AT&T)가 시초이다.
EDGE는 3GPP에 의해서도 GSM 계열의 일부로서 표준화되어 있다. 변종의 하나인 이른바 콤팩트-EDGE(Compact-EDGE는 디지털 AMPS 네트워크 스펙트럼의 일부로 사용하기 위해 개발되었다.
데이터의 부호화 및 전송의 복잡한 방식의 도입을 통해 EDGE는 무선 채널 당 더 높은 비트레이트를 전달할 수 있게 되었으며 일반적인 GSM/GPRS 연결 대비 용량과 성능이 3배 증가하였다.
EDGE는 인터넷 연결 등 패킷 스위치를 하는 애플리케이션에 사용이 가능하다.

## 같이 보기
- 인터넷 접속
- CDMA2000
- EV-DO
- 장치 대역폭 목록
- 모바일 브로드밴드
- UMTS
- 와이파이